# Universidad Christ Church de Canterbury
La Universidad Christ Church de Canterbury (en inglés, Canterbury Christ Church University, abreviado CCCU) es una universidad anglicana en Canterbury, Reino Unido. Fue fundada como escuela profesional para la formación docente por la Iglesia de Inglaterra en 1962, pero consiguió el título de universidad en 2005. En 2012 celebró su quincuagésimo aniversario.
Se centra en la formación para trabajadores del sector público y posee varios campus alrededor del condado de Kent, en Inglaterra. También ofrece programas académicos y profesionales, así como validación académica para ordenación sacerdotal como clergue anglicano, aprobado por las diócesis de Canterbury y Rochester.

## Facultades
La Universidad Christ Church de Canterbury está organizada en cuatro facultades:
- Facultad de Artes y Humanidades para arte, lengua inglesa, historia, comunicación audiovisual, música y teología.
- Facultad de Educación para formación docente.
- Facultad de Salud y Bienestar
- Facultad de Ciencias Aplicadas y Sociales para antropología y otras ciencias del hombre, sociología, derecho, justicia, informática, psicología, política y dirección de empresa.[6]